# 简·玛丽·罗尼卡·鲁吉列罗
简·玛丽·罗尼卡·鲁吉列罗是刚果民主共和国“3月23日运动”总统，在刚果民主共和国东部反叛军事集团首脑。2012年11月，他率领部队控制了戈马，在乌干达举行的非洲峰会敦促他退出戈马，但是被他拒绝。